# All I Really Want to Do (canción)
«All I Really Want to Do» es una canción del músico estadounidense Bob Dylan, publicada en su cuarto álbum de estudio, Another Side of Bob Dylan (1964).
La versión de estudio fue también incluida en Bob Dylan's Greatest Hits Vol. II en 1971, y dos versiones en directo fueron publicadas en Bob Dylan at Budokan (1979) y en The Bootleg Series Vol. 6: Bob Dylan Live 1964, Concert at Philharmonic Hall en 2004.

## Versiones
- Cher y The Byrds grabaron exitosas versiones de la canción.
- Hugues Aufray: Hugues Aufray Chante Dylan (1965)
- Duane Eddy: Duane Does Dylan (1965)
- The McCoys: Hang on Sloopy (1965)
- Billy Strange: Folk Rock Hits (1965)
- The Surfaris: It Ain't Me Babe (1965)
- Baroque Inevitable: Baroque Inevitable (1966)
- Sebastian Cabot: Sebastian Cabot, Actor - Bob Dylan, Poet (1967); Golden Throats, Volume 2: More Celebity (1991)
- The Hollies: Hollies Sing Dylan (1969)
- Bold: Bold (1970)
- World Party: Private Revolution (1986)
- The Four Seasons: Four Seasons Sing Big Hits (1988)
- Flower Power: Flower Power (1990)
- The Hooters on The Hooters Live (1994)
- Julian Coryell: Duality (1997)
- Gerald Quintana and Jordi Batiste: Els Miralls de Dylan (1999)
- Barb Jungr: Every Grain of Sand (2002); Waterloo Sunset (2003); Love Me Tender (2005); Walking in the Sun (2006); Just Like A Woman - A Hymn to Nina (2008)
- Bryan Ferry: Dylanesque (2007)
- Tim Fagan: Moving Fast (2008)